# Schwindel
Schwindel oder lateinisch Vertigo bezeichnet das Empfinden eines Drehens oder Schwankens, das Gefühl, sich nicht sicher im Raum bewegen zu können, oder auch das Gefühl der drohenden Bewusstlosigkeit. Definiert wird Schwindel im medizinischen Sinn als wahrgenommene Scheinbewegung zwischen sich und der Umwelt. Man unterscheidet unter anderem Dreh-, Schwank-, Lift-, Bewegungs- und unsystematischen Schwindel.
Im Deutschen wird das Wort folglich für unterschiedliche Phänomene genutzt, was die Kommunikation zwischen Arzt und Patient erschwert. Im Englischen wird demgegenüber oft, aber nicht immer, vor allem von Laien, vertigo mehr spezifisch für die Empfindungen des Drehens oder Schwankens verwendet, während dizziness als übergeordneter Begriff diese Empfindungen und auch ähnliche wie Benommenheit, Gleichgewichtsstörung, räumliche Desorientierung und andere Empfindungen einschließt.
Etymologisch ist das Wort wahrscheinlich aus dem althochdeutschen „swintilon“ („In-Ohnmacht-fallen“ oder „Taumeligkeit verspüren“) hervorgegangen.

## Epidemiologie
Auch wenn Schwindel sehr häufig vorkommt, gibt es noch wenige Studien zur Epidemiologie. Colledge u. a. geben an, dass 30 % der über 65-Jährigen im vorangegangenen Jahr mindestens einmal pro Monat an Schwindel litten. Yardley u. a. fanden bei 20 % der 18- bis 64-Jährigen mindestens einmal pro Monat Schwindel. Sandholzer u. a. untersuchten Patienten von Hausarztpraxen mit einem durchschnittlichen Alter von 76 Jahren, von denen 50 % Schwindel als Symptom angaben.
Kroenke gibt an, dass bei etwa 20 % der Schwindel-Patienten in der Allgemeinpraxis eine somatische Ursache nachweisbar ist. Bei etwa 15 % muss von psychogenen Ursachen ausgegangen werden. Bei den verbleibenden zwei Dritteln kann keine Diagnose gestellt werden.

## Schwindeltypen
Schwindel kann viele verschiedene komplexe Ursachen haben. Bei der Untersuchung ist es hilfreich, den Schwindel in Schwindeltypen einzuordnen, um die möglichen Ursachen einzugrenzen. Der Schwindel kann dabei in zwei verschiedene Kategorien eingeordnet werden, nach Art des Schwindels (systematisch oder unsystematisch) und nach wahrscheinlichem Ort des Auslösers (Ätiologie).
Nach Art des Schwindels:
Systematischer Schwindel (gerichteter Schwindel):
- Drehschwindel: Der Patient fühlt sich wie in einem Karussell, es treten Scheinbewegungen (Oszillopsie) auf. Die Ursachen sind hier meist vestibulär, d. h. sie liegen im Gleichgewichtsorgan, manchmal aber auch im Zentralnervensystem.
- Liftschwindel: Der Patient fühlt sich wie in einem Aufzug, meint, sich nach oben oder nach unten zu bewegen.
- Schwankschwindel: Der Patient fühlt sich wie auf einem Boot, das schwankt.

Unsystematischer Schwindel (ungerichteter Schwindel):
- Sekundenschwindel: Der Patient hat das Gefühl, ohnmächtig zu werden. Geschieht dies ganz plötzlich, muss man bradykarde Rhythmusstörungen und einen sensiblen Karotissinus in Betracht ziehen. Bei Prodromi sollte man an Orthostase und tachykarde Rhythmusstörungen denken.
- Raumunsicherheit: Die Patienten geben ein komisches Gefühl im Kopf an. Dieses ist entweder nachschwankend und kann nur durch Kopfbewegungen ausgelöst werden (ZNS, Augen, vestibulär, benigner Lagerungsschwindel) oder ist dauernd vorhanden (Psyche, ZNS, Medikamente, Hyperventilation).
- Gangunsicherheit: Diese ist nicht abhängig von Kopflage oder Kopfbewegungen, der Kopf ist frei. Ausgelöst werden kann diese Art des Schwindels, wenn überhaupt, nur durch Bewegungen des Körpers. Ursache können im peripheren Nervensystem, ZNS, den Augen oder der Psyche liegen.

Nach Ätiologie:
- peripher-vestibulärer Schwindel (Labyrinth, N. vestibulocochlearis)
- zentral-vestibulärer Schwindel
- psychogener Schwindel
- nicht vestibulärer Schwindel mit organischer Ursache

## Ursachen
Schwindel entsteht häufig aus widersprüchlichen Informationen von am Gleichgewichtsempfinden beteiligten Sinnesorganen wie Augen, Gleichgewichtsorganen der Innenohren sowie Muskel- und Gelenkrezeptoren. Schwindel ist einer der häufigsten Beratungsanlässe in einer allgemeinmedizinischen Praxis.
Im Jahr 1861 beschrieb Prosper Menière das Ohrenlabyrinthschwindelsymptom. Das Gleichgewichtsorgan im Innenohr ist ein Sensorium für Dreh- und Linearbeschleunigung und eng mit Reflexen verbunden.
Eine Linearbeschleunigung wird in den in horizontaler und vertikaler Ebene stehenden Macula sacculi und utriculi registriert. Die Sinneshaare dieser Rezeptoren sind in eine durch Kristallkörnchen, sogenannte Otolithen, beschwerte Matrix eingebettet. Bei Beschleunigung in der Ebene der Macula bleibt diese aufgrund ihrer Trägheit zurück und führt zu einer Auslenkung der Sinneshaare. Durch die Schwerkraft kann mit diesen Rezeptoren auch die Lage des Kopfes im Raum bestimmt werden.
Drehbeschleunigungen (Drehbewegungen) werden von Sinneshaaren in den Bogengängen registriert – jeweils drei miteinander verbundene, senkrecht zueinander stehende, ringförmige Gefäße, die mit Lymphflüssigkeit gefüllt sind. Bei einer Drehbewegung in der Ebene des jeweiligen Bogenganges bleibt die Lymphflüssigkeit aufgrund ihrer Trägheit gegenüber dem sich bewegenden Schädelknochen in Ruhe. Damit werden die Sinneshaare in den Bogengängen, die die Drehbewegung mitmachen, durch die ruhende Flüssigkeit ausgelenkt.
Bei länger anhaltenden Drehbewegungen kommt es durch Reibung zu einer Mitbewegung der Lymphe. Wenn Bogengang und Lymphe sich mit gleicher Geschwindigkeit bewegen, reduziert sich der Sinnesreiz und geht schließlich gegen Null. Es kommt zu einer Gewöhnung. Bei Aufhören der Drehbewegung rotiert die Flüssigkeit weiter und ruft den Eindruck einer entgegengesetzten Drehung hervor. Die reflektorische Reaktion darauf kann nicht unterdrückt werden, auch wenn das Auge die wahre Bewegung zeigt. Der Widerspruch der Sinnesorgane erzeugt Verwirrung oder Desorientierung. Piloten müssen deshalb beim Instrumentenflug lernen, der Anzeige von Navigationsgeräten mehr zu trauen als ihren Sinneseindrücken.
Erkrankungen des Gleichgewichtssystems (peripher: Innenohr + Gleichgewichtsnerv; zentral: Hirnstamm + Kleinhirn + Großhirn) können Ursache für Schwindelempfindungen sein: vestibulärer Schwindel. Oft wird Schwindel begleitet von vegetativen Reaktionen des Körpers wie Übelkeit, Erbrechen, Schweißausbruch, Herzbeschleunigung und Kollaps.
Beispiele:
- Benigner paroxysmaler Lagerungsschwindel, ein gutartiger Lagerungsschwindel
- Erkrankungen des Innenohres (Vestibulopathie), siehe auch Bilaterale Vestibulopathie
- Menièresche Erkrankung
- Entzündung der Gleichgewichtsorgane (Neuritis vestibularis)
- Durchblutungsstörungen (Ischämischer Schlaganfall des Hirnstamms), Tumoren (Akustikusneurinom), mechanische Schädigungen (traumatischer Labyrinthausfall bei Felsenbeinfraktur) usw. mit Beteiligung des Gleichgewichtssystems
- Migräne mit Hirnstammaura (auch als Bickerstaff-Syndrom oder basiläre Migräne bezeichnet), Vestibuläre Migräne
- Basilariskompressionen durch rotatorische oder translative Subluxationen im Kopfgelenk bei Kopfgelenksinstabilitäten, beispielsweise als Folge eines Schleudertraumas mit Weichteilverletzung
- Bogengangsdehiszenz, ein Knochendefekt im Innenohr, der zu Autophonie, Schwindel, Tullio-Phänomen und Hörverlust führen kann
- CANVAS (Zerebelläre Atrophie, Neuropathie, Vestibuläres Areflexie-Syndrom)

Bei nicht-vestibulärem Schwindel sind eine Vielzahl weiterer Ursachen beschrieben, unter anderem Vorstufen von Ohnmachtsanfällen (Prä-Synkope) bei arterieller Hypotonie (niedrigem Blutdruck), Herzrhythmusstörungen, wahrscheinlich auch Blockaden der Halswirbel (vertebragener Schwindel), sowie epileptische Entladungen in den hinteren Anteilen des Gyrus temporalis superior bei der Vertigo epileptica.
Schwindel ist darüber hinaus eine häufig auftretende Nebenwirkung von Medikamenten.
Gerätetaucher erfahren manchmal eine Vertigo, wenn kühles Wasser zu tief ins Ohr dringt oder der Druckausgleich auf einem Ohr nicht richtig durchführbar ist. In diesem Fall hilft es, sich an den Luftblasen zu orientieren, da diese immer nach oben steigen. Der Tauchgang sollte  – unter Einhaltung der Auftauchzeiten – sofort beendet werden.
Beim Blick aus großer Höhe kann ebenfalls Schwindel auftreten. Hier hilft das Festhalten an stationären Gegenständen.

### Cervicale Verletzungen
Cervicale Verletzungen der Halswirbelsäule sowie des Kopfgelenkes sind als Ursache von Schwindel, insbesondere nach Schleudertrauma-Verletzungen, exemplarisch und archetypisch. Als Folge der physikalisch als Peitschenhieb-Bewegung bezeichneten Verletzung, die bevorzugt bei einem Schleudertrauma auftritt, kann eine Kopfgelenksinstabilität bestehen. Eine Kopfgelenksinstabilität entsteht durch Ruptur oder auch Überdehnung ligamentärer Strukturen im Bereich der Schädelbasis (C0) bis zum zweiten Halswirbel (Axis, C2). Verletzungen der Alarligamente, insbesondere bei gleichzeitiger Ruptur der Gelenkkapsel, lassen eine ungewünschte Fehlbewegung, eine Translationsbewegung oder bei unilateraler Verletzung auch eine sogenannte rotatorische Subluxation zwischen den ersten beiden Halswirbeln (Atlas und Axis) zu. Dies kann zu einer intermittierenden basilären Impression mit typischer Stammhirnsymptomatik führen. Kennzeichnend für diffus-hypoxische Schädigungen im Vertebralisstromgebiet (Versorgungsgebiet der Basilararterie) des Gehirns (Okzipitalhirn) sind Schwindel, Vigilanzstörungen (von leichter Benommenheit über leichte Bewusstseinstrübung bis hin zu ausgeprägter Somnolenz) und Sehstörungen. Kopfgelenksinstabilitäten gehen fast immer mit einer ausgeprägten Schwindelsymptomatik einher.

### Extrakranielle Verletzungen
Schwindel ist ebenso ein Symptom von extrakraniellen, also durch äußere Gewalteinwirkung verursachten Verletzungen des Kopfes wie Gehirnerschütterungen und schwerere Schädel-Hirn-Traumata.

### Psychische Erkrankungen
Schwindelsymptome treten häufig im Zusammenhang mit psychischen Erkrankungen auf. Dabei kann Schwindel sowohl eine Folge (sog. psychogener Schwindel) als auch eine Ursache einer psychischen Erkrankung sein. Beide Erkrankungen können auch nebeneinander (komorbid) auftreten. Verschiedene Studien zeigten, dass bei 20–50 % der Schwindelpatienten psychische Erkrankungen einen erheblichen Einfluss auf den Verlauf der Erkrankung hatten.
Psychische Erkrankungen, bei denen häufig Schwindelgefühle auftreten, sind v. a. Depression, Angststörungen und somatoforme Störungen. Zudem kann es zu sekundärem somatoformen Schwindel, phobischem Schwankschwindel (englisch phobic postural vertigo), akuten Belastungsreaktionen sowie Anpassungsstörungen kommen.

## Untersuchungen bei Schwindel
Zur Abklärung von Schwindel müssen Patienten oft von mehreren Fachärzten untersucht werden. Wenn der Hausarzt (Allgemeinmedizin, Innere Medizin) die Einordnung nicht ausreichend treffen kann, sollen Fachärzte für HNO, Orthopädie und Neurologie konsultiert werden. Unter Umständen sind auch kardiologische und psychiatrische Untersuchungen sinnvoll. Starker Schwindel kann die Einweisung in ein Krankenhaus erforderlich machen.
Folgende Untersuchungsverfahren werden angewandt:
- immer:
  - Anamnese (Erhebung der Krankengeschichte)
  - körperliche Untersuchung
    - Blutdruck, Puls (dann ggf. EKG schreiben)
    - Untersuchung der Augenbewegungen (Nystagmus), auch mit einer Frenzelbrille
    - Gleichgewichtsprüfung, etwa durch Romberg-Test oder Unterberger-Tretversuch
    - Gehörprüfung
    - Koordinationsprüfung
- je nach Untersuchungsbefund technische Zusatzuntersuchungen:
  - Gehörprüfung (Audiometrie)
  - Hirnstammaudiometrie
  - Gleichgewichtsprüfung (Vestibularistest), etwa durch Posturographie (Gleichgewichtsanalyse)
  - Elektronystagmographie (ENG) zur objektiven Beurteilung des okulomotorischen und vestibulären Systems oder die modernere Videonystagmographie (VNG)
  - gelegentlich Bildgebung (CT, MRT)
  - selten auch Doppler/Duplex-Sonographie, EEG oder EPs
  - Otoakustische Emissionen (TEOAE + DPOAE)
  - Kopf-Impulstest (KIT bzw. HIT für englisch Head impuls test) oder Video-Kopf-Impulstest (V-KIT). Der Video-Kopfimpulstest hängt weniger von der Erfahrung des Untersuchers ab und ergibt genauere Messergebnisse.
  - Vestibulär evozierte myogene Potentiale (VEMP) werden durch auf der Haut platzierte Elektroden gemessen. Diese erkennen Muskelspannungen, die unmittelbar von der Wahrnehmung lauter Töne hervorgerufen werden.
  - Bestimmung der Nervenleitgeschwindigkeit des Hörnerven durch frühe akustisch evozierte Potentiale (FAEP oder auch BERA für „Brainstem evoked response audiometry“, deutsch etwa: „vom Hirnstamm hervorgerufene Audiometrie-Reaktion“)
  - Bestimmung der subjektiven visuellen Vertikalen (SVV) oder subjektiven haptischen Vertikale (SHV) bei Störungen des Utrikulus (siehe auch Pusher-Symptomatik)
  - Cranio-Corpo-Graphie (Unterberger-Tretversuch;  dem Romberg-Test)